# Annie Gravatt
Pour les articles homonymes, voir Gravatt.
Annie Gravatt (Annie Evelyn Rathbun) est une pathologiste forestière américaine. Ses domaines de recherche comprenaient la physiologie des plantes et la rouille vésiculeuse du pin blanc. Elle étudie également le Chestnut blight, un champignon qui a dévasté les châtaigniers américains au début du XXe siècle. Avec son mari, George Gravatt, elle fonde la communauté de Scientists' Cliffs, dans le Maryland.

## Biographie

### Enfance et formation
Annie Gravatt obtient son B.A. de l'Université Brown en 1916, et son M.S. en 1918.

### Carrière
Annie Gravatt passe toute sa carrière au ministère de l'Agriculture des États-Unis, au sein du Bureau of Plant Industry de l'agence. Elle a également fait partie de l'équipe de rédaction de Phytopathology, la revue de l'American Phytopathological Society. Elle était membre de l'American Association for the Advancement of et de l'American Phytopathological Society.

## Publications
La liste suivante est une liste incomplète des publications d'Annie Gravatt :
- 1918. La flore fongique des lits de graines de pin. Phytopathologie 8 : 469-483. [Annie Gravatt], Annie Rathbun. 582
- 1921. Méthodes d'inoculation directe avec les champignons de la fonte des semis. Phytopathologie 11 : 80-84. [Annie Gravatt], Annie Rathbun. 583
- 1922. Pourriture des racines des plantules de pin. Phytopathologie 12 : 213-220, illus. [Annie Gravatt], Annie Rathbun. 584
- 1923. L'amortissement des racines pivotantes des conifères. Phytopathologie 13 : 385-391. Annie Gravatt, Annie Rathbun. 585
- 1925. Inoculation directe de tiges de conifères avec des champignons responsables de la fonte des semis. Jour. Agr. Res. 30 : 327-339, illus. Annie Gravatt, Annie Rathbun. 586
- 1925. Conditions antécédentes à l'infection des pins blancs par Cronartium ribicola dans le nord-est des États-Unis. Phytopathologie, 15 : 573-583. Spaulding, P. et Annie Rathbun-Annie Gravatt.
- 1925. Longévité des urédospores, des téleutospores et des sporidies de Cronartium ribicola (Résumé). Phytopathology, 15 : 58.Spaulding, P. et Annie Rathbun-Annie Gravatt.
- 1925. Inoculation de pinus strobus avec des sporidies de Cronartium ribicola. Phytopathologie : 15 : 584-590. Snell, Walter H., Annie Gravatt, Annie.
- 1925. Longévité des téliospores et des urédospores qui les accompagnent de Cronartium ribicola. Fischer en 1923. Journal of Agriculture, Res. 31 : 901-916. Spaulding, P. et Annie Rathbun-Annie Gravatt[2].
- 1925. L'influence des facteurs physiques sur la viabilité des sporidies de Cronartium ribicola. Fischer en 1923. Journal of Agriculture, Res. 33 : 397-433. Spaulding, P. et Annie Rathbun-Annie Gravatt[2].
- 1927. Un balai de sorcière des cerisiers japonais introduits. Phytopathologie 17 : 19-24, illus. Annie Gravatt, Annie Rathbun. 587
- 1927. Les résultats de l'inoculation de Pinus strobus avec les sporidies de Cronartium ribicola. Jour. Agr. Res. 34 : 497-510. (Illustré) York, HH. Walter H Snell. Annie Gravatt[2].
- 1931. Perte de germination des graines de conifères due à des parasites. Jour. Agr. Res. 42 : 71-92. Annie Gravatt, Annie Rathbun, et autres. 588
- 1937. Some effects of plant diseases on variability of yields. Phytopathologie : 27 : 159-171. Carl Hartley, Annie Gravatt.
- 1942. Systemic brooming, a virus disease of black locust. Jour. Forestry 40 : 253-260, illus. Annie Gravatt, Annie Rathbun. 581

## Communauté de Scientists' Cliffs
Annie Gravatt et son mari George "Flippo" Gravatt ont fondé la communauté de Scientists' Cliffs, dans le Maryland, en 1937. Initialement intéressés par le site du comté de Calvert qui surplombe la baie de Chesapeake, ils pensaient qu'il avait un potentiel en tant que réserve pour la châtaigne d'Amérique. À l'origine, le site était un groupe de cabanes d'été rustiques, dont celle des Gravatts, construites à partir de châtaigniers tués par le mildiou. Par la suite, la communauté s'est développée et a attiré des résidents à l'année, et compte aujourd'hui plus de 200 maisons. L'adhésion à la communauté est sélective. Les futurs propriétaires doivent être titulaires d'un diplôme supérieur ou avoir une "expérience professionnelle exceptionnelle".
Dans les années 1980, la propriété des Annie Gravatt est achetée par l'American Chestnut Land Trust. Un sentier de randonnée, "Annie Gravatt Lane", et un ruisseau voisin, "Annie Gravatt Stream", ont été nommés en l'honneur des Annie Gravatt. La cabane des Annie Gravatt est aujourd'hui un musée où sont exposés des fossiles et des animaux marins.